# Tour de Colombie 1982
Le Tour de Colombie 1982, qui se déroule du 19 au 31 juillet 1982, est une épreuve cycliste remportée par le Colombien Cristóbal Pérez. Cette course est composée de treize étapes.

## Présentation
Au départ de cette 32e édition, les équipes provenant de Bogota semblent avoir les meilleures chances de rafler les places d'honneur. À l'exception du club "Lotería de Boyacá", qui a dans ses rangs le sextuple vainqueur de la compétition, Rafael Antonio  Niño, les équipes provenant des départements d'Antioquia ou de Santander n'ont pas les coureurs pour rivaliser. Les trois formations bogotanaises "Champaña Madame Collette", "Lechesana" et "Perfumería Yanneth" auront le poids de la course, et leurs leaders respectifs Julio Alberto Rubiano, José Patrocinio Jiménez et Fabio Parra seront le point de mire de leurs rivaux que sont les loteros Niño et Luis Herrera, Samuel Cabrera ("Aguardiente Superior"), Antonio Agudelo de "Freskola" et les "Pilsen" Epifanio Arcila (es) et Abelardo Ríos. Sans oublier des hommes comme Manuel Cárdenas (es), Alfonso Flórez, Norberto Cáceres (es) et Manuel Ignacio Gutiérrez (es), eux aussi dans des équipes de la capitale et candidats sérieux au titre. La compétition sera un affrontement entre la nouvelle génération et des coureurs plus expérimentés. Ces derniers se doivent de prendre une revanche après la victoire de Luis Herrera dans le Clásico RCN, bien aidé par son coéquipier, Manuel "Jumbo" Cárdenas, qui, avec ses qualités de rouleur, fait encore figure de pièce maîtresse du jeu.

## Étapes
La course emmène les participants de Tunja à Bogota en passant par Cali et Medellín, sur un parcours développant 1 659 km.
| Étape      | Date       | Villes étapes                                                    |                             | Distance (km) | Vainqueur d’étape      | Leader du classement général |
| ---------- | ---------- | ---------------------------------------------------------------- | --------------------------- | ------------- | ---------------------- | ---------------------------- |
| 1re étape  | 19 juillet | Tunja - Bogota                                                   |                             | 141           | Edgar Corredor         | Francisco Rodríguez          |
| 2e étape   | 20 juillet | Bogota - Espinal                                                 |                             | 154           | Oliverio Cárdenas (es) | Francisco Rodríguez          |
| 3e étape   | 21 juillet | Ibagué - Armenia                                                 |                             | 88            | Epifanio Arcila (es)   | Edgar Corredor               |
| 4e étape   | 22 juillet | Caicedonia - Palmira - Cali                                      |                             | 170           | Darío Hernández (d)    | Francisco Rodríguez          |
| 5e étape a | 23 juillet | Cali - Palmira                                                   | Contre-la-montre individuel | 18            | Rogelio Arango (en)    | Rogelio Arango               |
| 5e étape b | 23 juillet | Guacarí - Cartago                                                |                             | 142           | Martín Ramírez         | Rogelio Arango               |
| 6e étape   | 24 juillet | Pereira - Riosucio                                               |                             | 114           | Rafael Acevedo         | Cristóbal Pérez              |
| 7e étape   | 25 juillet | Supía - Medellín                                                 |                             | 140           | Israel Corredor        | Cristóbal Pérez              |
| Repos      | 26 juillet | Medellín                                                         |                             | -             | -                      | -                            |
| 8e étape   | 27 juillet | Caldas - Anserma                                                 |                             | 166           | Israel Corredor        | Cristóbal Pérez              |
| 9e étape   | 28 juillet | Pereira - La Virginia - Palmira - Manizales                      |                             | 112           | Pablo Wilches          | Cristóbal Pérez              |
| 10e étape  | 29 juillet | Manizales - Honda                                                |                             | 144           | Fabio Parra            | Cristóbal Pérez              |
| 11e étape  | 30 juillet | Honda - Bogota                                                   |                             | 150           | Edgar Corredor         | Cristóbal Pérez              |
| 12e étape  | 31 juillet | Circuit dans Bogota (Parc El Salitre (es) - Quirinal - Paulo VI) |                             | 120           | Carlos Siachoque       | Cristóbal Pérez              |

## Classement général
| Classement final | Classement final        | Classement final | Classement final                          | Classement final    |
|                  | Coureur                 | Pays             | Équipe                                    | Temps               |
| ---------------- | ----------------------- | ---------------- | ----------------------------------------- | ------------------- |
| 1er              | Cristóbal Pérez         | Colombie         | Lotería de Boyacá                         | en 40 h 34 min 27 s |
| 2e               | Rafael Acevedo          | Colombie         | Lotería de Boyacá                         | à 2 min 1 s         |
| 3e               | Israel Corredor         | Colombie         | Champaña Madame Collette-Hotel Barlovento | à 2 min 2 s         |
| 4e               | Epifanio Arcila (es)    | Colombie         | Pilsen                                    | à 3 min 22 s        |
| 5e               | José Patrocinio Jiménez | Colombie         | Lechesana                                 | à 3 min 33 s        |
| 6e               | Julio Alberto Rubiano   | Colombie         | Champaña Madame Collette-Hotel Barlovento | à 3 min 45 s        |
| 7e               | José Alfonso López (es) | Colombie         | Lotería de Boyacá                         | à 7 min 15 s        |
| 8e               | Edgar Corredor          | Colombie         | Lotería de Boyacá                         | à 7 min 56 s        |
| 9e               | Fabio Parra             | Colombie         | Perfumería Yanneth                        | à 11 min 7 s        |
| 10e              | Rafael Antonio Niño     | Colombie         | Lotería de Boyacá                         | à 12 min 48 s       |
| modifier         |                         |                  |                                           |                     |